# Agnes von Klinckowström

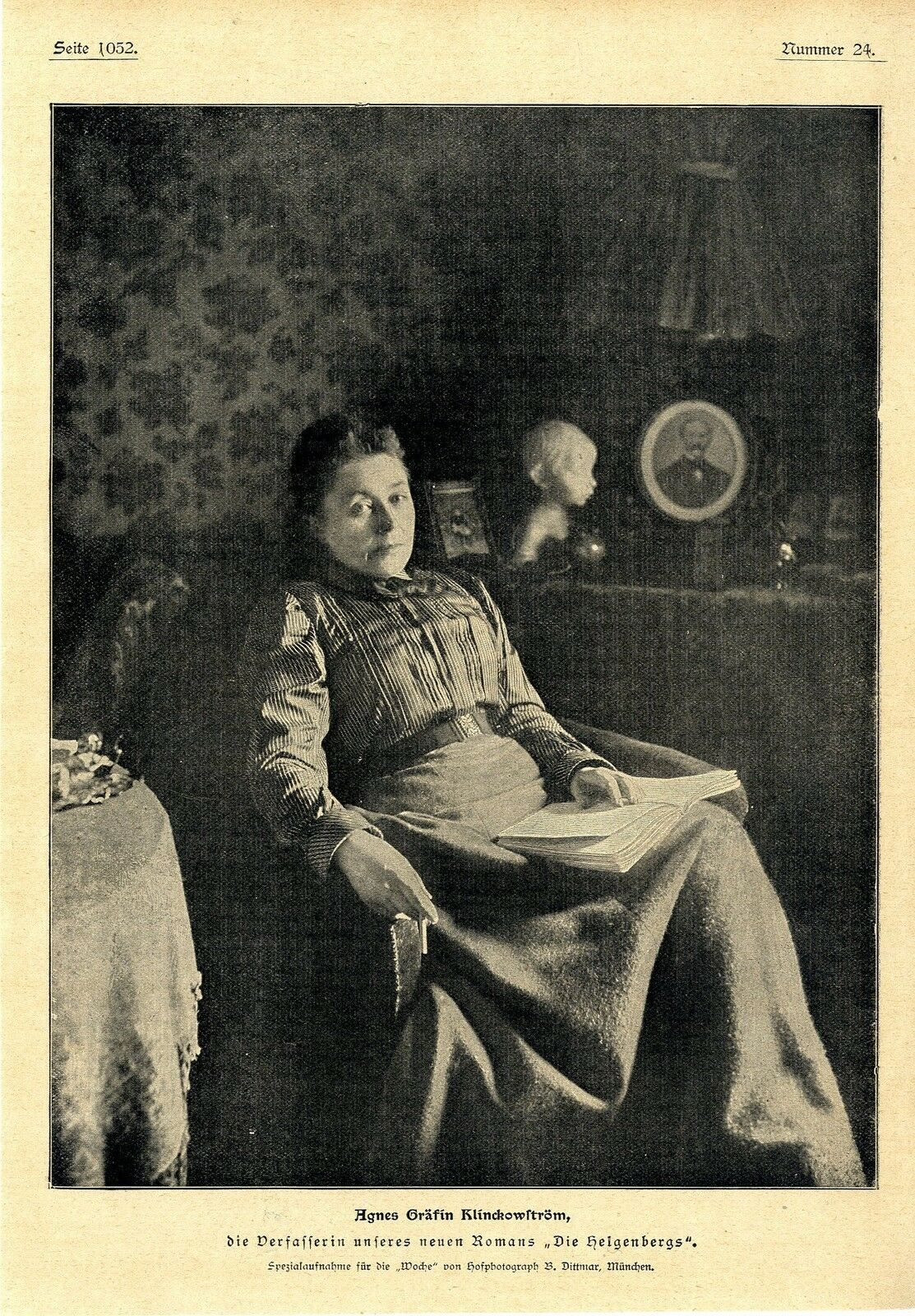
Bildnis der Schriftstellerin Agnes Gräfin Klinckowström aus Die Woche (Wochenzeitschrift) 1901, Nr. 24

Agnes Gräfin von Klinckowström (* 21. September 1850 in Hohenfelde, Ostpreußen, Königreich Preußen; † 15. November 1909 in München) war eine deutsche Schriftstellerin.

## Leben
Agnes Gräfin von Klinckowström war die Tochter des Grafen Viktor von Klinckowström und seiner Frau Pauline, geb. Gräfin von Bülow-Dennewitz, Tochter des durch die Befreiungskriege bekanntgewordenen Feldmarschalls Friedrich Wilhelm Bülow von Dennewitz. Sie lebte zunächst viele Jahre in Königsberg, zog 1896 nach München, wo sie auch starb. Ihre erste kleinere Novelle erschien bei den Hamburger Nachrichten. Über Paul Lindau, den Begründer der Wochenschrift Die Gegenwart und der Monatsschrift Nord und Süd machte sie die Bekanntschaft des Verlagsbuchhändlers und Verlegers Eduard Hallberger, dessen Xylographische Anstalt Eduard Hallberger einer der drei in der Deutschen Verlagsanstalt zusammengeschlossenen Verlage war. Hallberger gab ihre ersten Romane Die Leutringens, Der Doktor, Die Fremde und Florus Brüggemanns Nachlass heraus, woraufhin auch andere Verleger auf sie aufmerksam wurden.

## Werke
- Aus der stillen Ecke. Erzählungen (128 S.) Eckstein, Berlin 1893.
- Der Doktor. Roman (368 S.) Deutsche Verlagsanstalt, Stuttgart 1893.
- Der lange Erzengel. Roman. Deutsche Verlagsanstalt, Stuttgart 1900.
- Der rechte Weg. Roman. Seyfert, Dresden 1911 (Hathitrust California = archive.org).
- Der Schatz im Großen Bären. Roman. Seyfert, Dresden 1912.
- Der Zugvogel. Roman. Pierson, Dresden / Leipzig 1900 (Hathitrust California = archive.org).
- Die Freunde. Roman (352 S.) Deutsche Verlagsanstalt, Stuttgart 1891.
- Die grüne Thür. Roman (300 S.) Reissner, Dresden 1897.
  - gekürzte Erstauflage: Velhagen & Klasings Roman-Bibliothek 7.1896/97, S. 1–124.
- Die Leutringens. Roman in 2 Bänden (503 S.) Deutsche Verlagsanstalt, Stuttgart 1888 (wohlfeile Ausgabe; Billige Ausgabe 1890).
- Die vier Glocken des Herrn von Perna. Roman. Reissner, Dresden 1902.
- Diebe. Roman in 2 Bänden (456 S.) Reissner, Dresden 1895.
- Durch Zufall. Kriminalistische Erzählung (62 S.) Eckstein, Berlin 1893 (Nachaufl. Weichert, Berlin 1914, Das Gute Buch. Band 7).
- Die Eidechse. Roman. Deutsche Verlagsanstalt, Stuttgart 1900.
- Fehde. Roman. Seyfert, Dresden 1917.
- Florus Brüggemanns Nachlass. Roman. Deutsche Verlagsanstalt, Stuttgart 1891.
- Freundschaft. Roman (415 S.) Deutsche Verlagsanstalt, Stuttgart 1894.
- Die große Karriere. Roman Seyfert, Dresden 1913.
- Ihr einziger Sohn. Roman in 2 Bänden (525 S.) Berlin : Janke 1884.
- Schuldner. Roman in 2 Bänden (370 S.) Reissner, Dresden 1896.
- Sonderbare Leute. Erzählungen (128 S.) Eckstein, Berlin 1893; Weichert, Berlin 1907 (= Weicherts Wochen-Bibliothek. Band 207).
- Unbekanntes Land. Roman. Seyfert, Dresden 1914.
- Verlorene Liebesmüh. Roman. Deutsche Verlagsanstalt, Stuttgart 1898.
- Weltkinder. Roman (407 S.) Deutsche Verlagsanstalt, Stuttgart 1896.
- Zum Paradies. Roman Seyfert, Dresden 1918.